# Vuelo 222 de TANS Perú
El vuelo 222 de TANS Perú era un vuelo de TANS Perú, un Fokker F28 Fellowship-1000, que se estrelló en el cerro Coloque, cerca de Chachapoyas, Perú, el 9 de enero de 2003, mientras se acercaba al aeropuerto de Chachapoyas. Ninguno de los 46 pasajeros y tripulantes a bordo del Fokker F-28 sobrevivieron a la catástrofe.

## Avion
La aeronave era un avión de pasajeros Fokker F28 -Mk1000 bimotor de corto alcance construido en Holanda fabricado en 1975. Originalmente estuvo en servicio con la Fuerza Aérea de Perú hasta 1990 cuando se vendió a la aerolínea Americana donde opero hasta 1996 cuando volvió con la Fuerza Aérea de Perú continuando en servicio hasta 1999 cuando se vendió a TANS Perú. Su número de serie era 11100 y estaba registrado como OB-1396. En el momento del accidente, la aeronave acumulaba 3.127 horas de vuelo. Hasta 1995 este F-28 fue utilizado como uno de los transportes presidenciales en configuración VIP, para vuelos de corta distancia e internos. Al momento del accidente tenía 27 años y 2 meses.

## Accidente
El vuelo 222 partió de Chiclayo a las 08:17 hora local y fue autorizado al nivel de vuelo 190 con rumbo 075. A las 08:32 el vuelo giró a la izquierda rumbo 060 y cuatro minutos después inició un descenso al nivel de vuelo 130. A las 08:41 los frenos de velocidad se desplegaron reduciendo la velocidad de la aeronave de 280 a 210 nudos (520 a 390 km / h; 320 a 240 mph). Cincuenta segundos después la tripulación inició un viraje a la derecha rumbo 135 para alinearse con la pista 13 del Aeropuerto Chachapoyas. A las 8:46, el Fokker se estrelló contra la cara vertical de una colina conocida como Cerro Collorque a una altitud de 3.450 metros (11.320 pies), solo 35 metros (115 pies) por debajo de la cima. Los equipos de rescate no encontraron los restos hasta dos días después. Ninguno de los ocupantes sobrevivió ya que el avión fue pulverizado por el accidente. 

## Investigación
El Ministerio de Transportes y Comunicaciones de Perú inició una investigación, que comenzó poco después del accidente. Se recuperaron tanto el registrador de voz de cabina (CVR) como el registrador de datos de vuelo (FDR). El examen del CVR reveló que la tripulación estaba demasiado confiada y no siguió los procedimientos publicados. No se siguió la lista de verificación de aterrizaje y la comunicación entre la tripulación fue deficiente.
El aeropuerto de Chachapoyas cuenta con un alcance omnidireccional VHF (VOR) por lo que la tripulación sabía en qué dirección estaba el aeropuerto, sin embargo, no se disponía de un equipo de medición de distancia (DME) por lo que no podían estar seguros de la distancia a la que se encontraban de la pista. En condiciones de muy mala visibilidad, el vuelo comenzó el descenso demasiado pronto, lo que provocó un impacto con una ladera de una colina aproximadamente a 10 millas al norte del aeropuerto. 
El informe oficial afirma que el vuelo controlado contra el terreno debido a la "complacencia" y "la falta de comunicación efectiva" entre la tripulación como la causa principal más probable del accidente. Un factor que contribuyó podría haber sido la muerte del padre del copiloto cuatro días antes del vuelo del accidente, posiblemente distrayéndolo. Los investigadores también encontraron que el ambiente de trabajo de la tripulación era insatisfactorio debido a los constantes cambios en la administración y la falta de pago de salarios y bonificaciones. 

## Galería

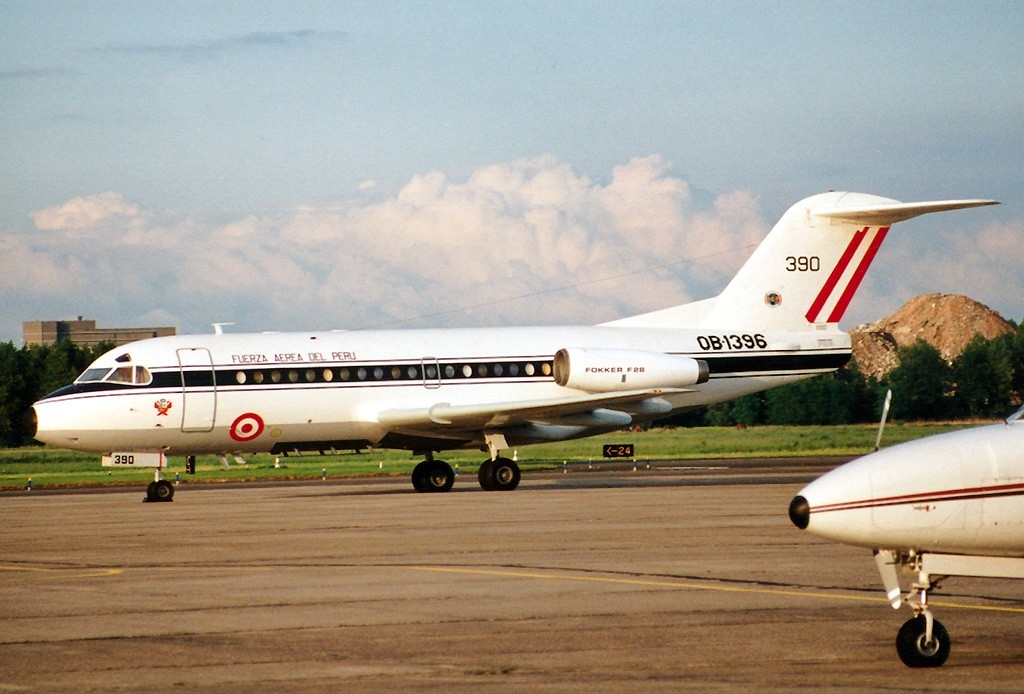
El avión involucrado en el accidente fotografiado en junio de 1991 mientras estaba en servicio con la Fuerza Aerea de Peru.
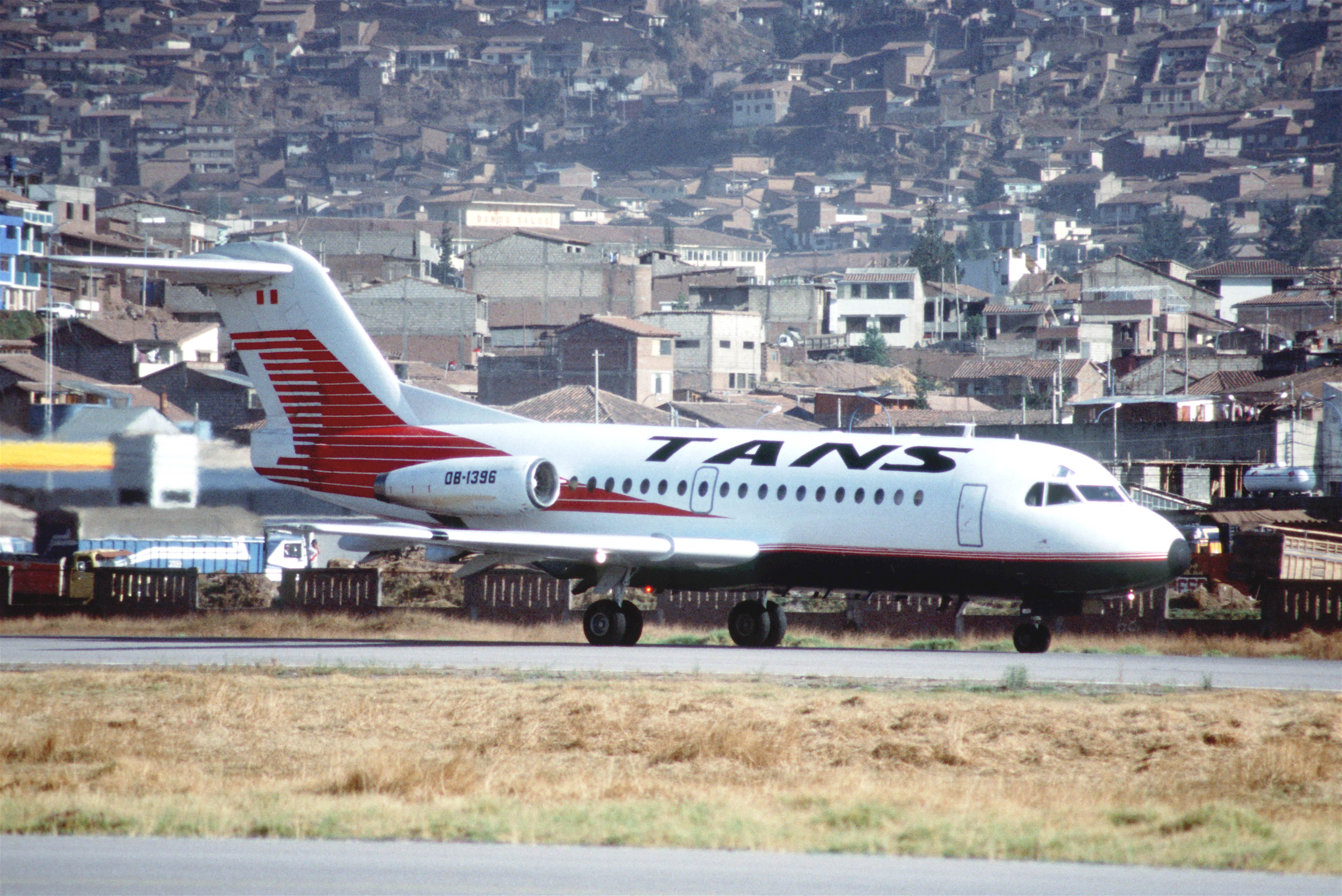
El avión involucrado en el accidente fotografiado en septiembre del 2000.

## Anexos externos
- Informe final () - Comisión de Investigación de Accidentes de Aviación

- Datos: Q7669317